# Gary Cooper
Frank James “Gary” Cooper (født 7. maj 1901, død 13. maj 1961) var en amerikansk filmskuespiller.

## Udvalgt filmografi
- Beau Geste (1939)
- Sergeant York (1941, Oscar for bedste mandlige hovedrolle)
- Kun den stærke er fri (1949)
- Sheriffen (1952, Oscar for bedste mandlige hovedrolle)